# Славонія

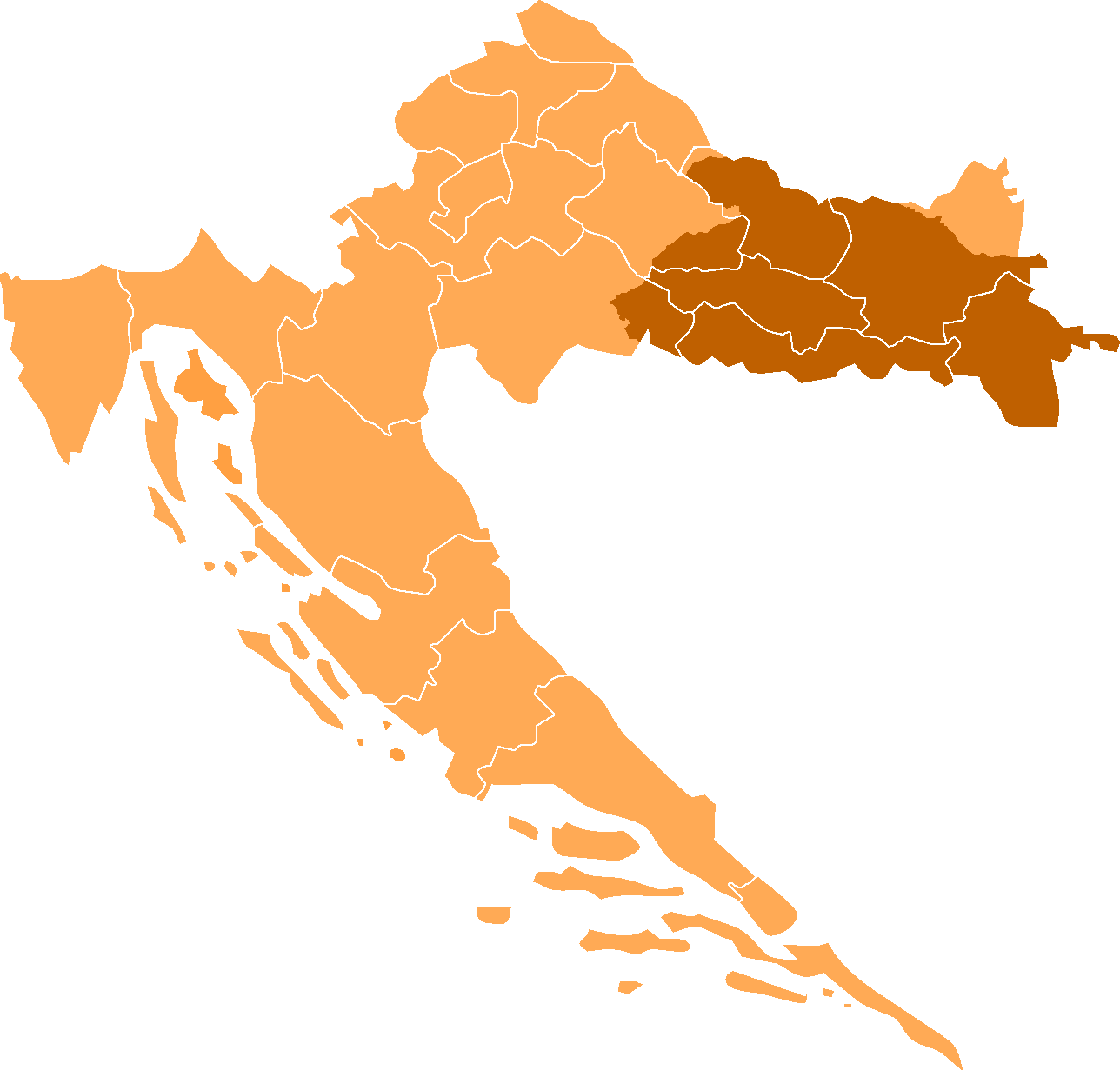
Славонія на карті Хорватії

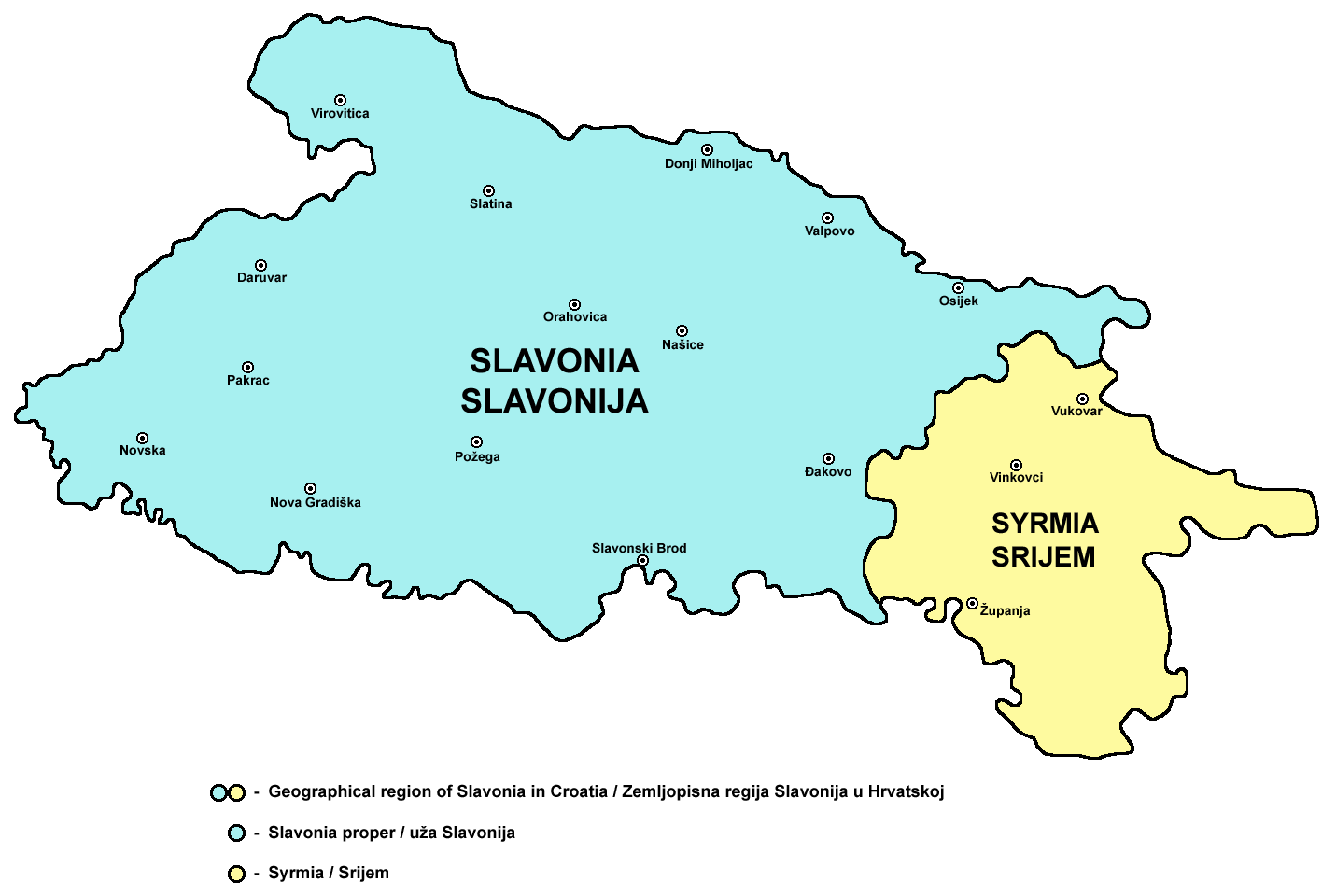
Славонія

Славо́нія (хорв. Slavonija, нім. Slawonien, угор. Szlavónia, серб. Славонија) — історична область на сході Хорватії. Розташована між річками Савою, Дравою і Дунаєм та вважається житницею Хорватії. Площа — 12 556 км². Населення — 806 192 осіб (за даними 2011 р.).

## Географія
Північ, південь і схід Славонії є переважно рівниною Середньодунайської низовини. На заході і в центральній частині розкинувся невеликий гірський масив з вершинами Папук (953 м), Діль (461 м) і Псунь (984 м). Вона простягається із заходу на схід між Дравою, що утворює кордон з Угорщиною на півночі, Савою, що творить кордон з Боснією і Герцеговиною на півдні, та Дунаєм, що являє собою кордон з Сербією на сході. Західний кордон Славонії чисто географічно не піддається визначенню.
Палеонтологічними дослідженнями на території краю займався відомий буковинський вчений- природознавець Карл Пенеке.

### Етнічний склад населення

прапор Славонії

Більшість населення становлять хорвати, найбільшою національною меншиною є серби. Крім них у Славонії проживає безліч нечисленних етнічних груп.
Згідно з переписом населення 2001 року, населення Славонії за окремими жупаніями ділиться у таких пропорціях:
- Вировитицько-Подравська жупанія: 89,47 % хорвати, 7,08 % серби, 0,27 % угорці, 0,25 % албанці, 0,10 % чехи
- Осієцько-Баранська жупанія: 83,89 % хорвати, 8,73 % серби, 2,96 % угорці, 0,65 % словаки, 0,30 % цигани, 0, 29 % німці, 0,26 % албанці, 0,15 % словенці, 0,12 % боснійці, 0,11 % чорногорці, 0,10 % євреї
- Пожезько-Славонська жупанія: 88,68 % хорвати, 6,54 % серби, 0,92 % італійці, 0,90 % чехи, 0,26 % угорці, 0,17 % албанці, 0,14 % словаки
- Бродсько-Посавська жупанія: 93,98 % хорвати, 3,02 % серби, 0,33 % цигани, 0,21 % боснійці, 0,18 % українці
- Вуковарсько-Сремська жупанія: 78,27 % хорвати, 15,45 % серби, 1,00 % угорці, 0,88 % русини, 0,65 % словаки, 0,56 % боснійці, 0,24 % албанці, 0,23 % українці

### Найбільші міста

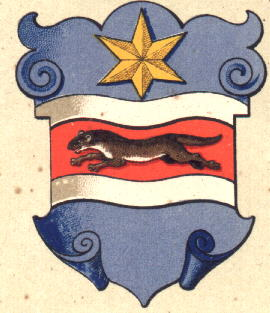
Історичний герб Славонії

Згідно з переписом населення 2001 року, найбільшими містами Славонії є:
1. Осієк — 114 616
2. Славонський Брод — 64 612
3. Вінковці — 35 912
4. Вуковар — 31670
5. Джаково — 30 092
6. Пожега — 28 201
7. Вировитиця — 22 618
8. Нашиці — 17 320
9. Жупаня — 16 383
10. Нова-Градишка — 15 833

## Адміністративний поділ
Територію Славонії адміністративно поділено на п'ять жупаній:
| Назва                                                            | Площа (км²) | Населення (2001) | Адміністративний центр | Географічне розташування                                                                               |
| ---------------------------------------------------------------- | ----------- | ---------------- | ---------------------- | --- |
| Вировитицько-Подравська жупанія (Virovitičko-podravska županija) | 2021        | 93 389           | Вировитиця             | вздовж Драви біля кордону з Угорщиною                                                                  |
| Осієцько-Баранська жупанія (Osječko-baranjska županija)          | 4149        | 330 506          | Осієк                  | охоплює північно-східну Славонію навколо міста Осієк і хорватську частину Барані (на північ від Драви) |
| Пожезько-Славонська жупанія (Požeško-slavonska županija)         | 1821        | 85 831           | Пожега                 | у центральній Славонії між Вировитицько-Подравською жупанією та Бродсько-Посавською жупанією           |
| Бродсько-Посавська жупанія (Brodsko-posavska županija)           | 2027        | 176 765          | Славонський Брод       | вздовж Сави на кордоні з Боснією і Герцеговиною                                                        |
| Вуковарсько-Сремська жупанія (Vukovarsko-srijemska županija)     | 2448        | 204 768          | Вуковар                | включає східну частину Славонії навколо міста Вуковар біля кордону з Сербією                           |

## Назва
Назва «Славонія» виникла в раннє середньовіччя. Район названий на честь слов'ян, які оселилися там і назвали себе *Словен. Корінь *Slověn — з'явився на різних діалектах мов, якими розмовляли люди, що населяли територію на захід від річки Сутла, а також між річками Сава і Драва — південні слов'яни, що проживали на території колишнього Іллірика. Район, обмежений цими річками, називався *Slověnjje протослов'янською мовою. Слово згодом перетворилося на його різні сучасні форми у слов'янських мовах, а інші мови прийняли цей термін.

## Історія
Залишки кількох неолітових і халколітичних культур були виявлені у всіх регіонах Хорватії, більшість з яких знаходяться в долинах річок північної Хорватії, включно зі Славонією. Найбільш значні культури виявлені в Славонії включають культуру Старчево, чиї знахідки були виявлені біля м. Славонського Броду й датовані 6100-5200 рр. до н. е., Вучедольська та Баденська культури. Більшість знахідок, що відносяться до культури Бадена і Вучедолу, виявлені в районі навколо Вуковара, поширюючись на Осієк і Вінковці. Знахідки Бадену в Славонії датуються 3600-3300 рр. до н. е., а культурні знахідки Вучедолу датуються 3000-2500 р. до н. е.. Залізна доба залишила сліди ранньої іллірійської культури Гальштата та кельтської культури Ла Тен. Набагато пізніше регіон був заселений ілліріанцями та іншими племенами, в тому числі паннонськими племенами, які контролювали більшу частину сучасної Славонії. Незважаючи на те, що археологічні знахідки поселень іллірійців набагато рідше зустрічаються, ніж у районах ближче до Адріатичного моря, наприклад, у Каптолі поблизу Пожеги. Панноніанці вперше вступили в контакт з Римською республікою в 35 р. до н. е., коли римляни завоювали Сегестику (або сучасний Сисак). Завоювання було завершено в 11 р. до н. е., коли було створено римську провінцію Іллірикум, що охоплює сучасну Славонію, а також велику територію на правому березі Дунаю. Провінція було перейменовано на Паннонію і розділено протягом двох десятиліть.
Після падіння Західної Римської імперії, що керувала площею сучасної Славонії до V століття, остготи (Остготське королівство у 493—555 рр.) та ломбарди (у 568 р. виведені з Паннонії) контролювали цю територію до прибуття аварців та слов'ян (582 р.) тоді, коли було створено в VII столітті Князівство Нижня Паннонія. Було утворено у 818 р. князівство Приморська Хорватія кероване князем Борною (з літопису Ейнгарда), до складу якого входила Славонія; через два десятиліття за часів князя Мислава Славонія звільнилася від васальної залежності Франкського королівства. У 925–1102 рр. Славонія перебувала у межах Хорватського королівства, а після його занепаду королівство керувалося особистим союзом з Угорщиною у 1102–1526 роках.
Як Славонська бановина існувала в складі середньовічного Угорського королівства. Славонська бановина розташовувалася на території сучасних Хорватії, Боснії та Герцеговини, і проіснувала з XIII ст. до 1476 року, коли її було приєднано до Бановини Хорватії.
Османське завоювання Славонії відбулося в 1536—1552 роках. У 1699 р. після Великої турецької війни Славонія була визнана під владою монархії Габсбургів.
У 1744–1868 рр. північні терени сучасної області Славонії входили до Славонського королівства. У 1868—1918 рр. — у Королівство Хорватії й Славонії. У 1918 р. — до Держави Словенців, Хорватів і Сербів. У 1918–1992 рр. — у Югославії (у 1943-1992 рр. — Соціалістична Федеративна Республіка Югославія).
Під час Хорватської війни за незалежність (1991—1995 рр.) Славонія пережила жорстокі бої, в тому числі і Вуковарську битву.